# El Sol (Tarot)

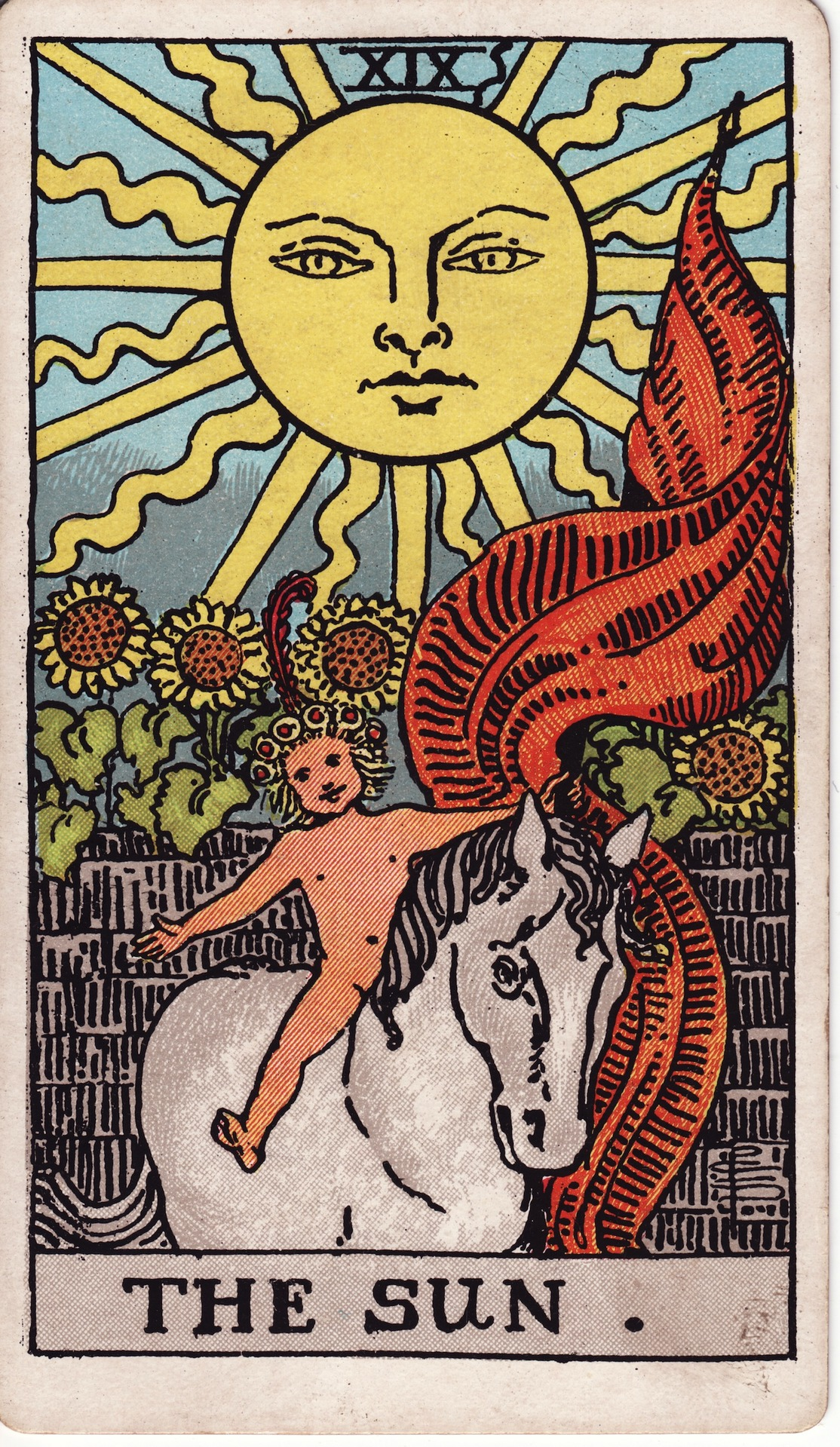
El Sol (XIX) de la baraja de tarot Rider-Waite

El Sol (XIX) es la decimonovena carta de triunfo o Arcanos Mayores en la mayoría de las barajas tradicionales de Tarot. Se utiliza tanto en los juegos como en la adivinación.

## Descripción
Un bebé monta un caballo blanco bajo el sol antropomorfizado con girasoles al fondo.

### Simbolismo de Rider-Waite
A.E. Waite sugirió que esta tarjeta está asociada con el conocimiento adquirido. El hijo de la vida sostiene una bandera roja, que representa la sangre de la renovación, mientras que un sol sonriente brilla sobre él, lo que representa el logro. La mente consciente prevalece sobre los miedos e ilusiones del inconsciente. La inocencia se renueva a través del descubrimiento, trayendo esperanza para el futuro.

## Interpretación
Esta tarjeta generalmente se considera positiva. Se dice que refleja felicidad, satisfacción, vitalidad, confianza en uno mismo y éxito. A veces es conocida como la mejor carta del Tarot, pues representa cosas buenas y resultados positivos para las luchas actuales.

Waite sugiere que la carta lleva varias asociaciones adivinatorias:
19 EL SOL — Felicidad material; matrimonio afortunado; contentamiento. Invertida: Lo mismo en un sentido menor.